# Объект а

В психоаналитической теории Жака Лакана, 'objet petit a' понимается как недостижимый объект желания. Его также называют объектом-причиной желания. Жак Лакан всегда настаивал на том, что данный термин должен оставаться непереведенным, «таким образом достигая статуса алгебраического знака» («Écrits»).
«A» отсылает к французскому слову «autre» (другой). Данный концепт неразрывно связан с фрейдовским понятием «объекта» и концепцией «инаковости» у Лакана.

## Психоаналитическое происхождение
Жак-Ален Миллер указывал на происхождение объекта a от фрейдовского «утраченного объекта…функции, которую Фрейд открыл в „Трех эссе“…и которую Карл Абрахам сделал основанием своей теории, и из которой он вывел первые предпосылки „частичного объекта“».
Затем, по словам Миллера, Мелани Кляйн «расположила частичный объект в центре психической экономики…поэтому Винникотт и смог углядеть переходный объект». Эта длинная предыстория объектных отношений — "это то, что Лакан суммирует, конденсирует, оправдывает и конструирует с помощью объекта «a».

## Разработки Лакана
«На семинарах Лакана конца 1950-х и начала 1960-х годов эволюционирующая концепция „objet (petit) a“ рассматривается в матеме фантазии как объект желания, находящийся в другом…преднамеренный отход от британского объекта отношений психоанализа».
В 1957 году на семинаре «Образования бессознательного» Лакан вводит понятие «objet petit a» как понятие (кляйновского) воображаемого частичного объекта, элемента, который представляется отделимым от остального тела. На семинаре «Le transfert» (1960—1961) он артикулирует объект а при помощи термина «агальма». Точно так же, как «агальма»- драгоценный предмет, спрятанный в бесполезной коробке, так и «objet petit a» — объект желания, который мы ищем в другом. «Коробка» может принимать множество форм, все из которых неважны, важность заключается в том, что находится внутри коробки, причина желания.
В семинарах «Тревога» (1962—1963) и «Четыре основные понятия психоанализа» (1964) объект а определяется как несимволизированный остаток Реального. Этот вопрос более подробно рассматривается на семинаре «Изнанка психоанализа» (1969—1970 годы), где Лакан развивает свою теорию четырех дискурсов. В дискурсе господина означающее представляет субъект для всех других означающих, но в этом процессе всегда образуется излишек: этот излишек и является объектом маленькое а, избыточным значением, избытком фр. jouissance.
Жижек объясняет этот объект а, ссылаясь на макгаффин Альфреда Хичкока: "Макгаффин представляет собой чистый и простой объект а: нехватку, напоминание Реального, которая производит символическое движение интерпретации, дыра в центре символического порядка, простое появление которой составляет секрет, нуждающийся в объяснении, интерпретации и т. д. («Возлюби свой симптом, как самого себя»).

## Иерархия объекта а
Говоря о выпадении объекта а, Лакан отметил, что «разнообразие форм, принимаемых этим объектом выпадения, должно быть связано с тем, каким образом субъект воспринимает желание Другого». Самая ранняя форма — это «то, что называется грудью…эта грудь в своей функции как объект, объект а вызывает желание».
Далее появляется вторая форма: анальный объект. Мы знаем, что он феноменально дан как подарок, настоящее предоставленное в тревоге. Третья форма появляется 'на уровне полового акта… где фрейдистское учение и традиция, которая его поддерживала, помещает для нас зияющую пропасть кастрации.
Лакан также определил функцию объекта а на уровне скопического влечения. Его сущность реализуется в той мере, в какой субъект в большей степени, чем где бы то ни было, находится в плену функции желания.

## Аналитик и объект а
Для того чтобы перенос имел место, аналитик должен заключать в себе объекта анализанда: «Психоаналитики… являются таковыми только в качестве объектов — объектов проделывающего анализ субъекта». Для Лакана: «Оказаться в роли Тересия — этого аналитику недостаточно. Нужно вдобавок, чтобы у него — как сказал когда-то Аполлинер — были титьки». Другими словами, психоаналитик должен представлять или заключать в себе отсутствующий объект желания.